# Go Home Annie
Go Home Annie ist ein Survival-Horror-Computerspiel des Spieleentwicklers Misfit Village, bei dem die SCP Foundation im Mittelpunkt der Handlung steht. Das aus der Egoperspektive gespielte Horrorspiel wurde im Dezember 2024 für Windows, Playstation 5 und Xbox Series veröffentlicht.

## Handlung
Die spielbare Protagonistin Annie ist Angestellte bei der SCP Foundation als Testsubjekt mit geringem Level. Zu Beginn des Spiels untersucht sie die Anomalien in SCP-9237, einem Haus, in dem sie aufgenommene Videokassetten findet. Dabei spürt sie eine Art Verbindung zu dem Haus, kann sich jedoch den Grund dafür nicht erklären. Sie wird von ihrem Standortkoordinator zu weiteren Tests aufgefordert, unter anderem SCP-1974, einer mit sich selbst streitenden Badewanne. Als sie sich auf den Weg dorthin macht, erfährt sie, dass SCP-6448 (Frank, der sogenannte „Nicht-Hirsch“) ausgebrochen ist, welcher zu der Objektklasse Keter gezählt wird. Zu der Klasse Keter gehören SCPs, die entweder nicht vollständig eingedämmt werden können oder die sehr aufwändige Eindämmungsmaßnahmen erfordern.
Während des Test von SCP-1974 (Badewanne) teilt diese ihr mit, dass ihr Standortkoordinator Akten über Annie hat, welche möglicherweise den Zusammenhang zwischen dem Verschwinden ihres Vaters und dem Haus aufklären könnten. Des Weiteren erhält sie den Hinweis, dass der Koordinator bei dem Auslösen der Stufe Purpur sein Büro verlässt. Dies ist der Fall, wenn zwei bereits eingedämmte SCPs ausbrechen. Annie schleicht sich deshalb an den Wachen vorbei und kann mithilfe eines Gemischs und der Hilfe von John, einer befreundeten Wache, den Ausbruch von SCP-354 (Bluteimer) herbeiführen. John wird dabei stark verwundet und auch Annie wird zunächst bewusstlos. Als Annie sich kurz darauf in das Büro des Standortkoordinators schleicht, findet sie dort eine Art Portal mittels der Kamera, welches über die „Leere“ zum Funkturm führt. Dort sieht sie eine Vision ihres Vaters, welcher, indem er mit der Kamera den Funkturm besteigt, das Haus in die echte Welt zurückholen möchte.
Annie versucht daraufhin mit der Hilfe von Rae zu entkommen, was ihr nach einer erlebnisreichen Autofahrt auch gelingt. Sie findet den Funkturm, besteigt diesen und holt das Haus in die Realität zurück. Dort angekommen muss sie einige Rätsel lösen, um letztendlich die Wahrheit über den Tod ihrer Mutter, das Haus und den Zusammenhang mit dem Verschwinden ihres Vaters zu erfahren.
Da Annies Vater selbst Testperson der SCP Foundation war und seine Frau bereits vor Annies Geburt ahnte, dass sie besonders sei, lehnte sie es ab, für Annies Geburt in ein Krankenhaus zu gehen. Sie befürchtete, dass die SCP Foundation ihr das Kind wegnehmen würde, da diese ebenfalls darüber Bescheid wusste, dass Annie ein SCP ist. Demnach kam Annie bei einer Hausgeburt auf die Welt, bei der ihre Mutter verstarb. Aufgrund ihrer SCP-Fähigkeiten war es Annie auch möglich, eine Verbindung zu dem Haus herzustellen. 
Das Spiel endet damit, dass Annie die Tür des Hauses öffnet und dort der Standortkoordinator mit vielen bewaffneten Soldaten steht. Er droht damit, ihren Freunden Rae und John etwas anzutun, wenn sie sich nicht ergeben sollte, um ihre eigene Eindämmung zu erleichtern. Um der Eindämmung zu entgehen, teleportiert sich Annie in die Parallelwelt.

## Spielprinzip und Technik
In dem aus der Egoperspektive spielbaren Survivalhorrorspiel besitzt der Spieler ein Inventar, in welchem er gefundene Gegenstände ablegen kann, die ihm im späteren Verlauf des Spiels nützlich sein können. Um ungesehen an Wachen oder Sicherheitskameras vorbeizuschleichen, kann sich der Spieler ducken. Da das Spiel sich mit der SCP-Thematik befasst, gibt es einige besondere Inventargegenstände. Dazu gehört eine Kamera, die es dem Spieler ermöglicht, paranormale Dinge zu sehen und damit verbundene Interaktionen vorzunehmen. In einigen Spielpassagen muss der Spieler Rätsel lösen, um weiter in der Handlungsgeschichte voranzukommen. Gegen Ende des Spiels kann der Spieler seine Position in zwei verschiedene Welten wechseln. Die Weltenteleportation erlaubt es dem Spieler, Hindernisse zu beseitigen oder zu umgehen.